# Güsten
Güsten är en stad i Salzlandkreis i förbundslandet Sachsen-Anhalt i Tyskland.
Staden ingår i förvaltningsgemenskapen Saale-Wipper tillsammans med kommunerna Alsleben, Giersleben, Ilberstedt och Plötzkau.